# Lust for Life (песня Ланы Дель Рей)
«Lust for Life» (с англ. — «Жажда жизни») — песня американской певицы и автора песен Ланы Дель Рей, записанная при участии канадского певца The Weeknd. Песня была выпущена в качестве второго сингла в поддержку пятого студийного альбома Lust for Life 19 апреля 2017 года на лейблах Interscope и Polydor. Композиция написана исполнительницей в сотрудничестве с Риком Ноуэлсом, Эйбэлем Тесфайе и Максом Мартином.

## История создания

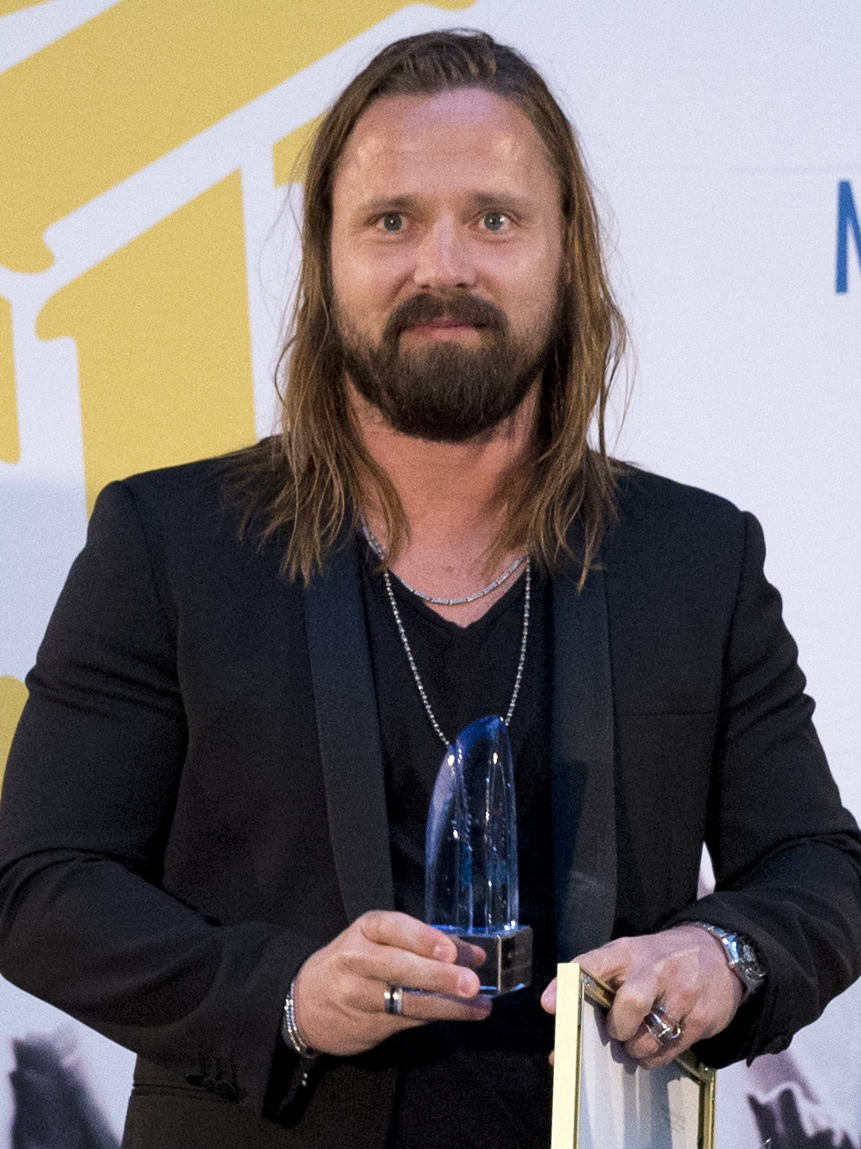
Макс Мартин является соавтором композиции, поработав с Дель Рей впервые

В марте 2017 года «Lust for Life» была зарегистрирована в базе организации ASCAP, занимающейся защитой авторских прав, где соавтором был указан The Weeknd под собственным именем Эйбэл Тесфайе. Согласно британскому журналу Music Week, релиз композиции должен был состояться 19 мая того же года. Однако премьера песни состоялась на месяц раньше, 19 апреля 2017 года, в программе радиоведущего MistaJam на BBC Radio 1.
В интервью с Кортни Лав для британского журнала Dazed Дель Рей рассказала историю создания заглавного трека с альбома:

<…> [первая песня] была своего рода кубиком Рубика. Я чувствовала, что это хорошая песня, но чего-то не хватало. Я обычно не возвращаюсь назад и не переделываю песни, потому что они всё равно будут такими, какими должны быть, но к этой песне я продолжала постоянно возвращаться. Мне нравилось название, нравился куплет. Джон Джаник сказал мне: «Почему бы нам просто не узнать мнение Макса Мартина?». Поэтому я полетела в Швецию и показала ему песню. Он сказал, что точно уверен, что лучшей частью является куплет, и что хочет услышать его ещё раз, предложив сделать его припевом. Я вернулась к Рику Ноуэлсу и сказала: «Давай попробуем сделать куплет припевом». И мы так и сделали, и это звучало идеально. Именно тогда я почувствовала, что хочу, чтобы Эйбэл спел припев. Он пришёл и переписал его немного. Но затем я почувствовала, что [песне] не хватает частички Shangri-Las, поэтому я переписала фрагмент в четвёртый раз <…>
Оригинальный текст (англ.)So basically, ‘Lust for Life’ was the first song I wrote for the record, but it was kind of a Rubik’s Cube. I felt like it was a big song but... it wasn’t right. I don’t usually go back and re-edit things that much, because the songs end up sort of being what they are, but this one song I kept going back to. I really liked the title. I liked the verse. John Janick was like, ‘Why don’t we just go over and see what Max Martin thinks?’ So, I flew to Sweden and showed him the song. He said that he felt really strongly that the best part was the verse and that he wanted to hear it more than once, so I should think about making it the chorus. So I went back to Rick Nowels’ place the next day and I was like, ‘Let’s try and make the verse the chorus,’ and we did, and it sounded perfect. That’s when I felt like I really wanted to hear Abel sing the chorus, so he came down and rewrote a little bit of it. But then I was feeling like it was missing a little bit of the Shangri-Las element, so I went back for a fourth time and layered it up with harmonies. Now I’m finally happy with it. (laughs) But we should do something. Like, soon.

Спустя несколько часов после премьеры на радио композиция стала доступна в iTunes и Spotify для стриминга.

## Музыкальное видео
В день премьеры композиции на YouTube было опубликовано видео, в котором Дель Рей и The Weeknd в обнимку сидят на букве «H» знака Голливуда. Режиссёром выступил Кларк Джексон, ранее работавший с Дель Рей над трейлером к альбому Lust for Life. Также Кларк выступил продюсером клипа к первому синглу альбома «Love».
15 мая 2017 года Дель Рей, рассказав в Твиттере о выходившем в тот день внеальбомном сингле «Coachella – Woodstock in My Mind», отметила, что в том же месяце состоится премьера клипа к «Lust for Life». 19 мая 2017 года на странице в Instagram Лана опубликовала тизер клипа. Премьера состоялась 22 мая 2017 года на канале Дель Рей на Vevo.
В роли режиссёра выступил Рич Ли, работавший с исполнительницей над клипом к «Love». The Weeknd также принял участие в съёмках музыкального видео к «Lust for Life». По сюжету, Дель Рей взбирается на «H» знака Голливуда. С высоты она любуется видом на Лос-Анджелес с The Weeknd, после чего, пробежавшись по всему знаку, съезжает на «D» в пропасть. Далее показывается поле цветов, на котором исполнители лежат и смотрят на небо, после чего виднеется символ пацифик в виде света различных городов из космоса.

## Реакция критиков
Шелдон Пирс из американского издания Pitchfork говоря об исполнителях, сказал: «Они играют запутавшихся призраков, проживающих голливудскую мечту». Журналист также добавил, что «Lust for Life» находится «вне времени» в отличие от сингла «Love».

## Коммерческий успех
Композиция «Lust for Life» возглавила чарт Twitter Trending 140 журнала Billboard.

## Список композиций
| №  | Название                                 | Автор(ы)                          | Продюсер(ы)                    | Длительность |
| -- | ---------------------------------------- | --------------------------------- | ------------------------------ | ------------ |
| 1. | «Lust for Life» (при участии The Weeknd) | Дель Рей, Ноуэлс, Тесфайе, Мартин | Дель Рей, Ноуэлс, Мэнзиес, Рид | 4:24         |

## Участники записи
Данные взяты с сервиса Tidal.
| - Лана Дель Рей — автор, вокал, продюсер - The Weeknd — автор, вокал, бэк-вокал - Рик Ноуэлс — автор, продюсер, клавишные, меллотрон, фортепиано - Макс Мартин — автор, программирование басов - Дин Рид — звукорежиссёр, продюсер, бас-гитара, вокодер, ударные, перкуссия, сведение, звуковые эффекты, программирование синтезатора, - Киерон Мэнзиес — звукорежиссёр, ударные, сведение | - Mighty Mike — бонго - Али Паями — ударные - Зак Рей — синтезатор - Дэйв Левита — электрогитара - Джордан Стилвелл — звукорежиссёр - Адам Аян — звукорежиссёр, мастеринг |

## Чарты
| Чарт(2017)                                   | Высшая позиция |
| -------------------------------------------- | -------------- |
| Australia (ARIA)                             | 44             |
| Австрия (Ö3 Austria Top 40)                  | 51             |
| Бельгия/Фландрия (Ultratip Bubbling Under)   | 20             |
| Бельгия/Валлония (Ultratip Bubbling Under)   | 25             |
| Канада (Billboard Canadian Hot 100)          | 39             |
| Чехия (Singles Digitál Top 100)              | 35             |
| Финляндия (Latauslista Download)             | 11             |
| France (SNEP)                                | 19             |
| Германия (GfK)                               | 65             |
| Венгрия (Single Top 40)                      | 15             |
| Ireland (IRMA)                               | 33             |
| Italy (FIMI)                                 | 58             |
| New Zealand Heatseekers (RMNZ)               | 1              |
| Шотландия (OCC Scotland)                     | 29             |
| Словакия (Singles Digitál Top 100)           | 24             |
| Испания (PROMUSICAE)                         | 22             |
| Sweden (Sverigetopplistan)                   | 29             |
| Швейцария (Schweizer Hitparade)              | 48             |
| Великобритания (OCC UK Singles)              | 38             |
| США (Billboard Hot 100)                      | 64             |
| США (Billboard Hot Rock & Alternative Songs) | 4              |